# Claude Ignace François Michaud
General Michaud Claude Ignace François nacido en 1751 en Chaux Neuve, en las montañas de Jurá del Franco Condado, fue un militar francés durante la Revolución francesa y el Primer Imperio.
Se alistó el 10 de septiembre de 1780 en el Regimiento de Cazadores a Caballo y, tras cumplir su servicio, regresó a su patria, donde fue nombrado en julio de 1789 comandante de la guardia nacional. Realizó con éxito las campañas de 1792 y 1793, en el ejército del Rin. A comienzos de 1794 fue nombrado comandante general en jefe.
Hacia el 2 de marzo de 1794 su ejército no tenía más que 30.923 combatientes. Sin embargo, debió cumplir con la orden impuesta por el Comité Gubernamental: “Acosar continuamente al enemigo; aléjelos de nuestros hogares, para que pueda vivir a costa suya. Tenga siempre a su disposición dos o tres cuerpos de 15.000 a 18.000 hombres, listos para marchar sobre el punto de ataque. Trate de mantener la buena armonía con la frontera de Suiza”. La orden fue escrita por la mano de Carnot.
El 23 de mayo, fue atacado por todos sus flancos. Aunque había obtenido éxitos, se vio obligado a dejar la posición de Spireback para ocupar las alturas de Landau. El 28 de mayo se vio cercado, por lo que un día después le escribió al Comité: “El ejército del Rin es demasiado escaso y su posición es de lo más crítica. No puedo enfrentarme contra los Austríacos y los Prusianos juntos. Envíenme ayuda".
El 8 de junio, anunció al Comité que, según sus órdenes, hizo detener a los generales Delmas y Laubadere, que estaban de camino a París para rendirse. El 13 de julio, Michaud, junto al ejército de la Moselle, atacó en todas sus líneas a los Prusianos, que ocupaban el ducado de los Dos Puentes. En el monte Platzberg, se enfrentaron con bayonetas. Luego expulsó a las posiciones restantes, tomando nueve piezas de artillería. Tras estos éxitos, Michaud volvió a entrar en Spire y Neustadt.
El 9 de agosto, el ejército de la Moselle entró en Treves. El general Wurmser reanudó la orden del ejército austríaco, a quien le habían llegado nuevos refuerzos. Michaud hizo pocos progresos; pero, después de los éxitos obtenidos por los ejércitos del norte y Sambre-et-Meuse, el 19 y el 22 de octubre, entró en Worms, Alzey y Oppenheim. Algunos días después el Comité de Salud Pública de Francia decidió que se encargaría de dirigir a la vez los sitios de Mannheim y Maguncia, escribió para protestar contra este acuerdo, que, a su modo de ver, exigía algo que era superior a sus fuerzas.
Nombrado en 1798 comandante de la 13.ª división, puso en estado de sitio e hizo ocupar militarmente los municipios de Rieux, la Poterie y Allaire, en Bretaña, porque dieron habían dado asilo a unos asesinos. En el mes de julio de 1799, se le designó, provisionalmente, general del ejército de Inglaterra. Michaud hizo la campaña del año 9 (1801) en Italia, donde se encargó de la retaguardia del ejército a las órdenes del General Brune, y se distinguió en los pasos del Adige y Mincio.
En 1801 Henri Beyle Stendhal, fue nombrado asistente del General Michaud, por recomendaciones de su amigo de toda la vida y paisano del franco condado, Marcial Daru, hermano de Pierre Daru ministro de Guerra de Napoleón Bonaparte.
Más tarde, sostuvo la cabeza de la vanguardia en un combate obstinado entre Citadella y Castel-Franco, persiguió al enemigo hasta Salva Rosa, e hizo 800 prisioneros. En tiempos de paz, fue nombrado inspector general de infantería, se le otorgó la Legión de Honor en 1804, y obtuvo, en septiembre de 1805, la comandancia principal de las tropas francesas en Holanda, en sustitución del General Marmont. En 1806 fue nombrado Gobernador de las ciudades hanseáticas. El 7 de mayo de 1809 marchó contra el Mayor Ferdinand von Schill, y lo puso en fuga.
En 1808 le fue otorgado el título de barón del imperio por Napoleón Bonaparte.
El general Michaud conservó este puesto hasta en 1813, y en 1814, se le nombró caballero de San Luis, gran Oficial de la Legión de Honor e inspector general de la 15.ª División. Después de licenciado del ejército, abandonó la lista de los generales funcionarios en actividad, y se instaló en Luzancy, cerca de La Ferté-sous-Jouarre.
Su deceso se produjo en septiembre de 1835, a la edad de 83 años. M. Boucho, capitán de artillería, pronunció un discurso sobre su tumba. "El general Michaud -dijo el mariscal St-Cyr en su obra sobre las campañas del ejército del Rin-, fue un patriota franco, uno de los mejores franceses que yo he conocido. Nombrado comandante en jefe del ejército del Rin, no aceptó este distinguido puesto más que por obediencia y como un sacrificio que su deber a la patria no le permitía rechazar obstinadamente. Bajo su dirección, el ejército del Rin ha hecho una de las más bellas campañas. El gobierno no le exigía más que la conservación de Landau; pero este objetivo estaba lejos de satisfacerle; sus victorias fueron tan brillantes como las de otros ejércitos a los que se les prodigó toda clase de ayuda".

## Cronología
Principales sucesos por orden cronológico:
- 10.09.1780 - Se enrola en el 50 regimiento de cazadores a caballo
- 30.12.1791 - Es nombrado teniente coronel
- 19.05.1793 - Es nombrado general de Brigada comandando el ejército del Rin.
- 25.09.1793 - Es nombrado general de División.
- 12.10.1797 - Es nombrado comandante de la 13.ª división militar.
- 03.11.1799 - Es nombrado General de División en el ejército de Italia
- 11.12.1803 - Es nombrado Caballer de la Legión de honor.
- 14.06.1804 - Es nombrado Comendador de la Legión de honor.
- 11.1806 - Es nombrado Gobernador de las villas Hanseáticas.
- 08.1807 - Es nombrado Gobernador de Berlín.
- 20.02.1808 - Es nombrado Gobernador de Magdeburgo.
- 01.09.1814 - Ubicado en no actividad por heridas graves en combate.
- 01.05.1832 - Admitido definitivamente en retiro (ordenanza del 05.04.1832).